# Aschhausen (Schöntal)
Aschhausen ist ein Ortsteil der Gemeinde Schöntal im Hohenlohekreis in Baden-Württemberg und liegt im Tal des Erlenbachs, eines rechten Zuflusses der Jagst, an der Kreisgrenze zum Neckar-Odenwald-Kreis.

## Geschichte

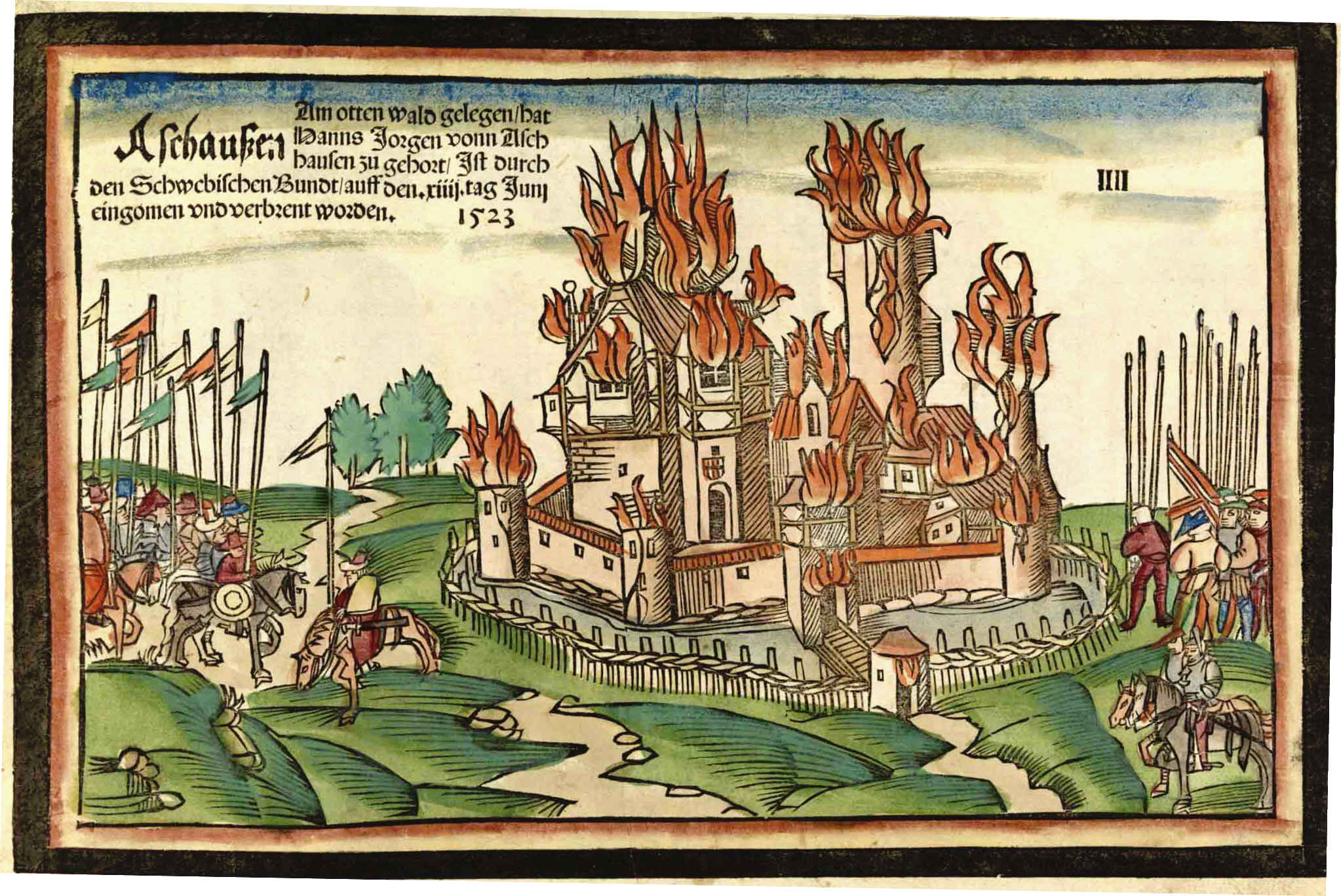
Holzschnitt von Hans Wandereisen zur Zerstörung der Burg 1523: IIII. Aschausen am otten wald gelegen / hat Hanns Jorgen vonn Aschhausen zu gehort / Ist durch den Schwebischen Bundt / auff den .XIIII. tag Junj eingenomen und verbrent worden. 1523

Aschhausen wurde erstmals um das Jahr 1163 erwähnt. Die Burg Aschhausen wurde im 13./14. Jahrhundert erbaut. Aus dem Ortsadel stiftete Gottfried von Aschhausen im Jahre 1316 eine Kirche, die dem Heiligen Georg geweiht ist. 1523 wurde die Burg durch den Schwäbischen Bund unter Führung von Georg Truchsess von Waldburg-Zeil zerstört. Erhalten blieb damals nur der Bergfried. Das jetzige Schloss wurde im 17./18. Jahrhundert erbaut. Es war zunächst das Jagdschloss der Äbte des Klosters Schöntal. Nach der Säkularisation wurde das Rittergut im Jahre 1803 von Kurfürst Friedrich von Württemberg an den Grafen Johann Friedrich Karl von Zeppelin verliehen. Es ist heute noch im Besitz der Familie.
Am 1. März 1972 wurde Aschhausen in die Gemeinde Schöntal eingegliedert.

## Sehenswürdigkeiten
- Schloss Aschhausen
- Mühle aus dem Jahr 1573
- Katholische Pfarrkirche St. Georg

## Dorfentwicklung
Der Ort war in der Dorfentwicklung. Dadurch konnte das Ortsbild stark verbessert werden. Kindergarten und Grundschule befinden sich im benachbarten Bieringen. Der ehemalige Farrenstall dient heute als Feuerwehrhaus. Das Gemeindehaus wurde durch Zuschüsse der Gemeinde Schöntal und der Katholischen Kirchengemeinde St. Georg erbaut.